# Паго Юс
Паго Юс (англ. Pago Youth Football Club) — самоанський футбольний клуб з міста Паго-Паго, який виступає в Сеньйор Ліг ФФАС (вищому дивізіоні національного чемпіонату).

## Історія
У 2008 році «Паго Юс» вперше у власній історії виграв чемпіонат Американського Самоа. ФФАС вручив «Panamex Pacific Inc. Perpetual Trophy», трофей за перемогу в турнірі, а також грошовий приз у розмірі 500 доларів США та три футбольні м’ячі. «Паго Юз» вісім разів перемагав у національному чемпіонаті та є рекордсменом країни за вище вказаним показником. 

### Друга команда
Резервна команда «Паго Юс Б» зараз грає у другому дивізіоні футбольної ліги АСФА. У 2013 році команда виграла чемпіонат другого дивізіону, але оскільки команда не допускала два склади з одного клубу, ФК СКБК, який посів друге місце, підвищився в класі. Найбільшим успіхом, оккрім перемоги в другому дивізіоні національного чемпіонату, став вихід до 1/8 фіналу національного кубку в травні 2012 року. Результат став сенсаційним, оскільки перша команда зазнала невдачі в матчі-відповіді проти одного з грандів другого дивізіону «Тапутіму Юз».

## Досягнення
- Чемпіонат Американського Самоа
  -  Чемпіон (8): 2008, 2010, 2011, 2012, 2016, 2017, 2018, 2019

## Стадіон
Жіноча та чоловіча команди грають свої домашні матчі на «Паго Парк», який вміщує 10 000 глядачів.

## Жіноча команда
Перша жіноча команда грає у вищому дивізіоні Американського Самоа, в Жіночій національній лізі ФФАС. У сезоні 2011 року команда виграла єдиний чемпіонський титул.